# Mount Hartzell
Mount Hartzell är ett berg i Kanada.   Det ligger i provinsen British Columbia, i den sydvästra delen av landet, 3 500 km väster om huvudstaden Ottawa. Toppen på Mount Hartzell är 2 165 meter över havet.
Terrängen runt Mount Hartzell är huvudsakligen bergig, men österut är den kuperad. Trakten runt Mount Hartzell är nära nog obefolkad, med mindre än två invånare per kvadratkilometer.. Det finns inga samhällen i närheten. 
I omgivningarna runt Mount Hartzell växer i huvudsak barrskog.